# Musikhögskolor i Sverige
I Sverige finns inte någon formell definition av begreppet musikhögskola.
Följande institutioner räknas dock som musikhögskolor:
- Högskolan för scen och musik vid Göteborgs universitet
- Musikhögskolan Ingesund i Arvika, en del av Institutionen för konstnärliga studier vid Karlstads universitet
- Musikhögskolan i Malmö, en institution inom Lunds universitet
- Musikhögskolan i Piteå, vid Luleå tekniska universitet
- Kungliga Musikhögskolan i Stockholm
- Musikhögskolan vid Örebro universitet
- Musik- och Operahögskolan vid Mälardalens högskola

Av dessa är sex stycken institutioner eller motsvarande vid en högskola eller ett universitet, medan en – Kungliga Musikhögskolan i Stockholm – är en självständig högskola.

## Annan högre musikutbildning
Utbildningar till musiklärare finns också vid Stockholms musikpedagogiska institut (SMI, utan lärarbehörighet) Umeå universitet och Linnéuniversitetet, campus Växjö. SMI utbildar enbart för musik- och kulturskolan och universiteten enbart för grund- och gymnasieskolan. De flesta musikhögskolorna erbjuder bägge utbildningsinriktningarna och möjligheter att kombinera dessa.
Det finns dessutom ett flertal folkhögskolor och andra läroanstalter som bedriver musikutbildning på gymnasial och eftergymnasial nivå. Sådana utbildningar kan vara förberedande för studier vid musikhögskola.

## Historik över den högre musikutbildningen i Sverige

### Stockholm
Efter Kungliga Musikaliska Akademiens grundande utsågs redan den 31 december 1771 Ferdinand Zellbell till direktör för Undervisningsverket. En stor del av akademiens stadgar handlade om hur musikundervisning skulle bedrivas. Kort efter den ambitiösa starten saknades dock pengar för att fortsätta verksamheten och undervisningen låg nere ända till 1786 då en ny undervisningsplan antogs. Lärare anställdes, men inga elever antogs.
Pehr Frigel genomförde 1797 en reform som innebar att en sångskola inrättades och undervisningen återupptogs.
Kronprins Karl Johan donerade 1813 en stor summa pengar till akademien som möjliggjorde att det också kunde utexamineras organister och kantorer. Mellan 1822 och 1854 antogs enbart manliga studenter vid undervisningsverket.
1866 bytte undervisningverket namn till Konservatorium och från 1881 Musikkonservatorium. 1941 bytte man återigen namn – nu till Kungliga Musikhögskolan. Sedan 1971 är inte akademien längre skolans huvudman utan staten.
Kungliga Musikhögskolan är således det senaste namnet på den undervisningsinstitution som härrör från Musikaliska Akademiens grundande 1771 och namnet har genom åren varit:
- 1771–1866 Kungliga Musikaliska Akademiens undervisningsverk
- 1866–1940 Kungliga Musikkonservatoriet
- 1941–1971 Kungliga Musikhögskolan
- 1971–1993 Musikhögskolan (i Stockholm)
- 1994– Kungliga Musikhögskolan

### I Göteborg
År 1916 tog Wilhelm Stenhammar initiativet till att bilda Göteborgs Orkesterskola, som då hade en nära koppling till Göteborgs orkesterförening. Från 1954 kallades skolan Göteborgs Musikkonservatorium och från 1958 fick skolan statsbidrag. År 1971 förstatligades skolan och blev Musikhögskolan i Göteborg. År 1977 inkorporerades skolan med Göteborgs universitet. I juli 2005 bildades Högskolan för scen och musik genom en sammanläggning av Musikhögskolan, Operahögskolan och Teaterhögskolan.

### Malmö
I Malmö startade högre musikutbildning 1907 med namnet Malmö Musikkonservatorium. Verksamheten blev statlig 1971 med namnet Musikhögskolan i Malmö. År 1977 införlivades skolan med Lunds universitet och sedan 1995 utgör Musikhögskolan, Teaterhögskolan och Konsthögskolan tillsammans Konstnärliga fakulteten i Malmö, ett av nio verksamhetsområden inom Lunds universitet.

### Övriga landet
De musikpedagogiska yrkesutbildningar som fanns vid Folkliga musikskolan (Ingesund) i Arvika, Örebro musikpedagogiska institut och Framnäs folkhögskola nära Piteå omvandlades 1978 till musikhögskolor.